# 시몬 페레스 네게브 원자력 연구 센터

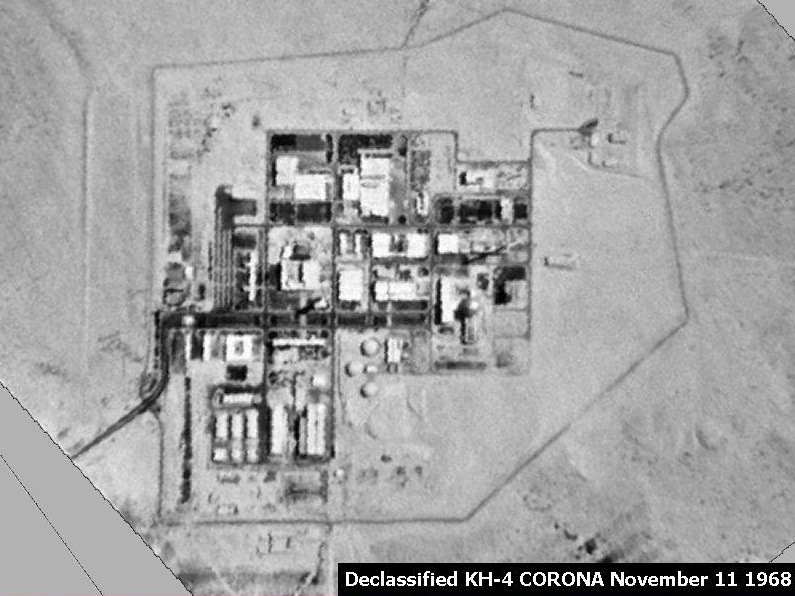
디모나 원전

시몬 페레스 네게브 원자력 연구 센터(Shimon Peres Negev Nuclear Research Center)는 이스라엘의 원전 시설이다. 디모나 원전이라고도 부른다.

## 역사
1948년 이스라엘이 건국하자 마자, 초대 총리 다비드 벤구리온는 핵무기 개발을 추진했다. 30세에 이스라엘 국방부 국장에 임명된 시몬 페레스가 실무적으로 주도했다.
1960년 2월 13일, 프랑스가 알제리 사하라 사막 지하에서 65 kt 규모의 최초 핵실험을 성공했다. 전문가들은 이스라엘도 이 핵실험에 참여했거나 결과를 공유했다고 본다.
1960년, 초대 총리 다비드 벤구리온은 프랑스에 가서 샤를 드골 대통령과 협의를 했으며, 프랑스 정부는 이스라엘 핵무기 개발에서 손을 떼고, 프랑스 기업은 계속 돕는다고 합의했다. 프랑스 기업들은 디모나에 디모나 원자로를 지어주고 떠났다. 이스라엘은 핵무기 개발 예산을 국가예산에 포함하지 않고, 미국계 유태인 부자들에게서 모금을 해서 개발했다.
디모나 계획으로 프랑스 핵기술을 배워 핵무장에 성공했다.
디모나 원전은 네게브 사막에 건설했다. 디모나에서 동남쪽 13 km 지점이다. 1958년 건설이 시작되었으며, 프랑스 중수로 IRR-2가 설치되었다. 중수로는 천연우라늄을 원료로 사용하기 때문에, 핵재처리를 하여 플루토늄-239를 추출하기에 용이하다. 1963년 중수로를 완공했으며, 열출력 26 MWt이다.

## 열출력
디모나 중수로 IRR-2은 EL-130이라고도 부르는데, 프랑스 EL-3 중수로를 개량한 것이다.
EL-3 원자로는 프랑스가 개발한 실험용 원전으로, 4.5% 농축도의 저농축 우라늄을 연료로 사용하며, 열출력 20MWt이다. 코어를 구성하는 수직 핵연료 셀은 최대 99개이다. 1차 중수 냉각수 회로는 격납고 안에 설치되어 있다. 대기 냉매에 의한 경수 2차 회로로 냉각된다. 굴뚝이 있지만, 정상 기능 하에서 외부로 공기를 방출하지 않는다. 1955년 5월 완공되었으며, 1957년 7월에 분기점에 도달했고, 1957년 12월에 처음으로 전력이 상승하여 1958년 4월에 완전한 전력에 도달했다.
설계 열출력은 26 MWt였지만, 영국의 과학자 프랭크 바나비(en:Frank Barnaby) 박사는 열출력이 150 MWt로 증가되었다고 주장한다. Barnaby의 주장은 다음과 같은 팩트들과 일치하는 결과값이다.
- 핵재처리 공장의 용존 연료에서 우라늄에 대한 플루토늄의 비율은 0.0004이다.
- 연간 36kg의 플루토늄이 사용후핵연료에서 추출되었다.
- 금속 "단추"에 포함된 플루토늄의 약 10%가 무기 제조 과정에서 손실되었지만, 이후에 회수되어 단추로 다시 재활용되었다.

열출력 70 MWt인 디모나 원전은 매년 48톤의 천연우라늄을 소비하며, 플루토늄 18 kg을 추출할 수 있다. 이스라엘은 플루토늄-239 4-5 kg을 핵폭탄 한 발에 사용한다. 한국의 서균렬 교수는 플루토늄-239 5 kg이면 100 kt 수소폭탄 한 발을 만들 수 있다고 한다.
천연우라늄을 사용하면 최대한 많은 플루토늄 생산을 할 수 있고, 농축도 1.0% 저농축 우라늄을 사용하면 플루토늄 생산량은 20% 감소하지만, 삼중수소 생산을 늘릴 수 있다.
디모나 원전을 건설한 책임자이자, 초대 원전 소장인 en:Manes Pratt에 따르면, 열출력 13 MWt 냉각회로가 3개 설치되었다고 한다. 그러면, 26 MWt가 아니라 40 MWt라는 의미가 된다.

## 삼중수소
1973년 욤 키푸르 전쟁 이후 이스라엘은 수소폭탄에 대한 연구 개발이 진행되었다. 디모나 원전은 수소폭탄에 필요한 삼중수소 생산 수준을 유지하면서 플루토늄 생산은 줄였다. 디모나 원자로가 오늘날 주로 삼중수소 생산을 위해 가동된다면, 이스라엘은 사용후핵연료를 핵재처리하고 플루토늄을 분리 할 수 있지만, 무기를 만드는 데는 사용하지 않을 수도 있다.

## 북한
북한 영변 핵시설에서 플루토늄을 생산하는데 사용되어 한미 정보기관이 총력으로 모니터링 하고 있는 영변 5메가와트 원자로의 열출력이 25-30 MWt이다. 영변 원전은 러시아 흑연감속로인데, 이 원자로도 천연우라늄을 원료로 사용하기 때문에, 핵재처리를 하여 플루토늄-239를 추출하기에 용이하다.
이스라엘은 원자로와 연구 시설이 원자 과학 연구 목적이라고 주장하지만, 원자로의 목적은 이스라엘의 핵무기에 사용될 수있는 핵 물질의 생산으로 여겨지고 있다. 핵시설에 대한 정보는 고도로 기밀로 유지되고 있으며, 핵무기와 관련하여 국가는 핵 모호성이라는 정책을 유지하고 있으며 보유를 확인하거나 거부하는 것을 거부한다. 이스라엘은 1967년까지 최초의 핵무기를 생산한 것으로 여겨지며 80-400 개의 핵무기를 보유한 것으로 추정된다.
1963년에 완공된 디모나 원전은, 1994년까지 32년 동안 계속 가동했다고 가정할 경우, 플루토늄 870 kg을 생산할 수 있다. 한 해에 플루토늄-239 27 kg을 생산한다는 의미이다. 그러나 동일한 열출력이라는 영변 5메가와트 원자로는 한 해에 플루토늄-239 7 kg을 생산한다고 한미 정보당국은 분석하고 있다. 어떤 게 더 정확한지는 알 수 없다.

## 같이 보기
- 에른스트 데이비드 버그만
- 이스라엘의 핵무기 개발